# Haltile Mons
L'Haltile Mons è una struttura geologica della superficie di Giapeto.